# Quatre Jours de Dunkerque 1980
La 26e édition des Quatre Jours de Dunkerque a eu lieu du 7 au 11 mai 1980. La course compte sept étapes, quatre demi-étapes réparties sur les deux derniers jours, dont un contre-la-montre individuel, et porte sur un parcours de 926,8 kilomètres. Les cinq premières étapes voient leur vainqueur devenir leader du classement général. La première étape, formant une boucle de 199 kilomètres autour de Dunkerque, est remportée par le Belge Roger De Vlaeminck ; la deuxième, reliant Aire-sur-la-Lys à Saint-Quentin en 176 kilomètres, l'est par son compatriote Guido Van Sweevelt ; la troisième, 204 kilomètres entre Saint-Quentin et Poperinge, l'est par le Néerlandais Bert Oosterbosch ; la quatrième étape secteur a, 118 kilomètres de Poperinge à Villeneuve-d'Ascq, l'est par le Français Jean-François Pescheux ; la quatrième étape secteur b, un contre-la-montre individuel de 15,8 kilomètres dans Villeneuve-d'Ascq, l'est par le Belge Jean-Luc Vandenbroucke, qui devient alors leader du classement général jusqu'à la fin de la course, qu'il remporte ; la cinquième étape secteur a, formant une bouche de 118 kilomètres autour de Bailleul, l'est par le Français André Mollet ; enfin, la cinquième étape secteur b, 96 kilomètres de Killem à Dunkerque, est remportée par le Belge Eddy Vanhaerens.

## Équipes
| Équipes professionnelles (9)- La Redoute-Motobécane - Peugeot-Esso-Michelin - Puch-Sem-Campagnolo - IJsboerke-Warncke Eis - Renault-Gitane - Miko-Mercier-Vivagel - Boule d'Or-Sunair-Colnago - TI-Raleigh-Creda - Boston-IFI-Mavic |
| |

## Étapes
| \| Dunkerque Aire-sur-la-Lys Saint-Quentin Poperinge Villeneuve-d'Ascq Bailleul Killem \| Carte des villes accueillant les départs et les arrivées. |
| Dunkerque Aire-sur-la-Lys Saint-Quentin Poperinge Villeneuve-d'Ascq Bailleul Killem                                                                 |

L'édition 1980 des Quatre Jours de Dunkerque est divisée en sept étapes réparties sur cinq jours, le quatrième est une demi-étape suivie d'un contre-la-montre individuel, tandis que le dernier comprend deux demi-étapes. L'arrivée de la 2e étape et le départ de la 3e étape ont lieu à Saint-Quentin, dans l'Aisne, tandis que l'arrivée de la 3e étape et le départ de la 4e étape ont lieu à Poperinge, en Belgique,,.
| Étape      | Date   | Villes étapes                         | type                        | Distance (km) | Vainqueur d'étape      | Leader du classement général |
| ---------- | ------ | ------------------------------------- | --------------------------- | ------------- | ---------------------- | ---------------------------- |
| 1re étape  | 7 mai  | Dunkerque – Dunkerque                 |                             | 199           | Roger De Vlaeminck     | Roger De Vlaeminck           |
| 2e étape   | 8 mai  | Aire – Saint-Quentin                  |                             | 176           | Guido Van Sweevelt     | Guido Van Sweevelt           |
| 3e étape   | 9 mai  | Saint-Quentin – Poperinge             |                             | 204           | Bert Oosterbosch       | Bert Oosterbosch             |
| 4e a étape | 10 mai | Poperinge – Villeneuve-d'Ascq         |                             | 118           | Jean-François Pescheux | Jean-François Pescheux       |
| 4e b étape | 10 mai | Villeneuve-d'Ascq – Villeneuve-d'Ascq | contre-la-montre individuel | 15,8          | Jean-Luc Vandenbroucke | Jean-Luc Vandenbroucke       |
| 5e a étape | 11 mai | Bailleul – Bailleul                   |                             | 118           | André Mollet           | Jean-Luc Vandenbroucke       |
| 5e b étape | 11 mai | Killem – Dunkerque                    |                             | 96            | Eddy Vanhaerens        | Jean-Luc Vandenbroucke       |

## Déroulement de la course

### 1reétape
| \| Classement de l'étape \| Classement de l'étape \| Classement de l'étape \| Classement de l'étape \| Classement de l'étape \| \| Coureur \| Coureur \| Pays \| Équipe \| Temps \| \| --------------------- \| --------------------- \| --------------------- \| ---------------------- \| --------------------- \| \| 1er \| Roger De Vlaeminck \| Belgique \| Boule d'Or-Studio Casa \| 5 h 15 min 51 s \| \| 2e \| Marc Demeyer \| Belgique \| IJsboerke-Warncke Eis \| + 0 s \| \| 3e \| Guy Sibille \| France \| Peugeot-Esso-Michelin \| + 0 s \| \| 4e \| Paul De Keyser \| Belgique \| Boston-IFI-Mavic \| + 0 s \| \| 5e \| Piet van Katwijk \| Pays-Bas \| TI-Raleigh-Creda \| + 0 s \| |                    |          |                        |                 |
| |                    |          |                        |                 |
| Source : Cycling Archives |                    |          |                        |                 |
| Classement de l'étape |                    |          |                        |                 |
| Coureur | Coureur            | Pays     | Équipe                 | Temps           |
| 1er | Roger De Vlaeminck | Belgique | Boule d'Or-Studio Casa | 5 h 15 min 51 s |
| 2e | Marc Demeyer       | Belgique | IJsboerke-Warncke Eis  | + 0 s           |
| 3e | Guy Sibille        | France   | Peugeot-Esso-Michelin  | + 0 s           |
| 4e | Paul De Keyser     | Belgique | Boston-IFI-Mavic       | + 0 s           |
| 5e | Piet van Katwijk   | Pays-Bas | TI-Raleigh-Creda       | + 0 s           |

| \| Classement général \| Classement général \| Classement général \| Classement général \| Classement général \| \| Coureur \| Coureur \| Pays \| Équipe \| Temps \| \| ------------------ \| ------------------ \| ------------------ \| ---------------------- \| ------------------ \| \| 1er \| Roger De Vlaeminck \| Belgique \| Boule d'Or-Studio Casa \| \| |                    |          |                        |       |
| |                    |          |                        |       |
| Source : Cycling Archives |                    |          |                        |       |
| Classement général |                    |          |                        |       |
| Coureur | Coureur            | Pays     | Équipe                 | Temps |
| 1er | Roger De Vlaeminck | Belgique | Boule d'Or-Studio Casa |       |

### 2eétape
| \| Classement de l'étape \| Classement de l'étape \| Classement de l'étape \| Classement de l'étape \| Classement de l'étape \| \| Coureur \| Coureur \| Pays \| Équipe \| Temps \| \| --------------------- \| --------------------- \| --------------------- \| --------------------- \| --------------------- \| \| 1er \| Guido Van Sweevelt \| Belgique \| IJsboerke-Warncke Eis \| 4 h 13 min 44 s \| \| 2e \| Jean-Philippe Pipart \| France \| La Redoute-Motobécane \| + 0 s \| \| 3e \| Piet van Katwijk \| Pays-Bas \| TI-Raleigh-Creda \| + 0 s \| \| 4e \| Jean-Louis Gauthier \| France \| Miko-Mercier-Vivagel \| + 0 s \| \| 5e \| Hubert Linard \| France \| Peugeot-Esso-Michelin \| + 0 s \| |                      |          |                       |                 |
| |                      |          |                       |                 |
| Source : Cycling Archives |                      |          |                       |                 |
| Classement de l'étape |                      |          |                       |                 |
| Coureur | Coureur              | Pays     | Équipe                | Temps           |
| 1er | Guido Van Sweevelt   | Belgique | IJsboerke-Warncke Eis | 4 h 13 min 44 s |
| 2e | Jean-Philippe Pipart | France   | La Redoute-Motobécane | + 0 s           |
| 3e | Piet van Katwijk     | Pays-Bas | TI-Raleigh-Creda      | + 0 s           |
| 4e | Jean-Louis Gauthier  | France   | Miko-Mercier-Vivagel  | + 0 s           |
| 5e | Hubert Linard        | France   | Peugeot-Esso-Michelin | + 0 s           |

| \| Classement général \| Classement général \| Classement général \| Classement général \| Classement général \| \| Coureur \| Coureur \| Pays \| Équipe \| Temps \| \| ------------------ \| ------------------ \| ------------------ \| --------------------- \| ------------------ \| \| 1er \| Guido Van Sweevelt \| Belgique \| IJsboerke-Warncke Eis \| \| |                    |          |                       |       |
| |                    |          |                       |       |
| Source : Cycling Archives |                    |          |                       |       |
| Classement général |                    |          |                       |       |
| Coureur | Coureur            | Pays     | Équipe                | Temps |
| 1er | Guido Van Sweevelt | Belgique | IJsboerke-Warncke Eis |       |

### 3eétape
| \| Classement de l'étape \| Classement de l'étape \| Classement de l'étape \| Classement de l'étape \| Classement de l'étape \| \| Coureur \| Coureur \| Pays \| Équipe \| Temps \| \| --------------------- \| --------------------- \| --------------------- \| ---------------------- \| --------------------- \| \| 1er \| Bert Oosterbosch \| Pays-Bas \| TI-Raleigh-Creda \| 5 h 22 min 55 s \| \| 2e \| Roger De Vlaeminck \| Belgique \| Boule d'Or-Studio Casa \| + 0 s \| \| 3e \| Régis Delépine \| France \| Peugeot-Esso-Michelin \| + 0 s \| \| 4e \| Paul De Keyser \| Belgique \| Boston-IFI-Mavic \| + 0 s \| \| 5e \| Cees Priem \| Pays-Bas \| TI-Raleigh-Creda \| + 0 s \| |                    |          |                        |                 |
| |                    |          |                        |                 |
| Source : Cycling Archives |                    |          |                        |                 |
| Classement de l'étape |                    |          |                        |                 |
| Coureur | Coureur            | Pays     | Équipe                 | Temps           |
| 1er | Bert Oosterbosch   | Pays-Bas | TI-Raleigh-Creda       | 5 h 22 min 55 s |
| 2e | Roger De Vlaeminck | Belgique | Boule d'Or-Studio Casa | + 0 s           |
| 3e | Régis Delépine     | France   | Peugeot-Esso-Michelin  | + 0 s           |
| 4e | Paul De Keyser     | Belgique | Boston-IFI-Mavic       | + 0 s           |
| 5e | Cees Priem         | Pays-Bas | TI-Raleigh-Creda       | + 0 s           |

| \| Classement général \| Classement général \| Classement général \| Classement général \| Classement général \| \| Coureur \| Coureur \| Pays \| Équipe \| Temps \| \| ------------------ \| ------------------ \| ------------------ \| ------------------ \| ------------------ \| \| 1er \| Bert Oosterbosch \| Pays-Bas \| TI-Raleigh-Creda \| \| |                  |          |                  |       |
| |                  |          |                  |       |
| Source : Cycling Archives |                  |          |                  |       |
| Classement général |                  |          |                  |       |
| Coureur | Coureur          | Pays     | Équipe           | Temps |
| 1er | Bert Oosterbosch | Pays-Bas | TI-Raleigh-Creda |       |

### 4ea étape
| \| Classement de l'étape \| Classement de l'étape \| Classement de l'étape \| Classement de l'étape \| Classement de l'étape \| \| Coureur \| Coureur \| Pays \| Équipe \| Temps \| \| --------------------- \| ---------------------- \| --------------------- \| ---------------------- \| --------------------- \| \| 1er \| Jean-François Pescheux \| France \| La Redoute-Motobécane \| 2 h 40 min 58 s \| \| 2e \| Roger De Vlaeminck \| Belgique \| Boule d'Or-Studio Casa \| + 2 min 39 s \| \| 3e \| Guido Van Sweevelt \| Belgique \| IJsboerke-Warncke Eis \| + 2 min 40 s \| \| 4e \| Jacques Osmont \| France \| Boston-IFI-Mavic \| + 2 min 40 s \| \| 5e \| Marc Demeyer \| Belgique \| IJsboerke-Warncke Eis \| + 2 min 40 s \| |                        |          |                        |                 |
| |                        |          |                        |                 |
| Source : Cycling Archives |                        |          |                        |                 |
| Classement de l'étape |                        |          |                        |                 |
| Coureur | Coureur                | Pays     | Équipe                 | Temps           |
| 1er | Jean-François Pescheux | France   | La Redoute-Motobécane  | 2 h 40 min 58 s |
| 2e | Roger De Vlaeminck     | Belgique | Boule d'Or-Studio Casa | + 2 min 39 s    |
| 3e | Guido Van Sweevelt     | Belgique | IJsboerke-Warncke Eis  | + 2 min 40 s    |
| 4e | Jacques Osmont         | France   | Boston-IFI-Mavic       | + 2 min 40 s    |
| 5e | Marc Demeyer           | Belgique | IJsboerke-Warncke Eis  | + 2 min 40 s    |

| \| Classement général \| Classement général \| Classement général \| Classement général \| Classement général \| \| Coureur \| Coureur \| Pays \| Équipe \| Temps \| \| ------------------ \| ---------------------- \| ------------------ \| --------------------- \| ------------------ \| \| 1er \| Jean-François Pescheux \| France \| La Redoute-Motobécane \| \| |                        |        |                       |       |
| |                        |        |                       |       |
| Source : Cycling Archives |                        |        |                       |       |
| Classement général |                        |        |                       |       |
| Coureur | Coureur                | Pays   | Équipe                | Temps |
| 1er | Jean-François Pescheux | France | La Redoute-Motobécane |       |

### 4eb étape
| \| Classement de l'étape \| Classement de l'étape \| Classement de l'étape \| Classement de l'étape \| Classement de l'étape \| \| Coureur \| Coureur \| Pays \| Équipe \| Temps \| \| --------------------- \| ---------------------- \| --------------------- \| ---------------------- \| --------------------- \| \| 1er \| Jean-Luc Vandenbroucke \| Belgique \| La Redoute-Motobécane \| 20 min 00 s \| \| 2e \| Alfons De Wolf \| Belgique \| Boule d'Or-Studio Casa \| + 7 s \| \| 3e \| Gerrie Knetemann \| Pays-Bas \| TI-Raleigh-Creda \| + 35 s \| \| 4e \| Bert Oosterbosch \| Pays-Bas \| TI-Raleigh-Creda \| + 46 s \| \| 5e \| Joaquim Agostinho \| Portugal \| Puch-Campagnolo-Sem \| + 51 s \| |                        |          |                        |             |
| |                        |          |                        |             |
| Source : Cycling Archives |                        |          |                        |             |
| Classement de l'étape |                        |          |                        |             |
| Coureur | Coureur                | Pays     | Équipe                 | Temps       |
| 1er | Jean-Luc Vandenbroucke | Belgique | La Redoute-Motobécane  | 20 min 00 s |
| 2e | Alfons De Wolf         | Belgique | Boule d'Or-Studio Casa | + 7 s       |
| 3e | Gerrie Knetemann       | Pays-Bas | TI-Raleigh-Creda       | + 35 s      |
| 4e | Bert Oosterbosch       | Pays-Bas | TI-Raleigh-Creda       | + 46 s      |
| 5e | Joaquim Agostinho      | Portugal | Puch-Campagnolo-Sem    | + 51 s      |

| \| Classement général \| Classement général \| Classement général \| Classement général \| Classement général \| \| Coureur \| Coureur \| Pays \| Équipe \| Temps \| \| ------------------ \| ---------------------- \| ------------------ \| --------------------- \| ------------------ \| \| 1er \| Jean-Luc Vandenbroucke \| Belgique \| La Redoute-Motobécane \| \| |                        |          |                       |       |
| |                        |          |                       |       |
| Source : Cycling Archives |                        |          |                       |       |
| Classement général |                        |          |                       |       |
| Coureur | Coureur                | Pays     | Équipe                | Temps |
| 1er | Jean-Luc Vandenbroucke | Belgique | La Redoute-Motobécane |       |

### 5ea étape
| \| Classement de l'étape \| Classement de l'étape \| Classement de l'étape \| Classement de l'étape \| Classement de l'étape \| \| Coureur \| Coureur \| Pays \| Équipe \| Temps \| \| --------------------- \| ---------------------- \| --------------------- \| --------------------- \| --------------------- \| \| 1er \| André Mollet \| France \| Miko-Mercier-Vivagel \| 3 h 03 min 04 s \| \| 2e \| Marc Demeyer \| Belgique \| IJsboerke-Warncke Eis \| + 0 s \| \| 3e \| Jean-Luc Vandenbroucke \| Belgique \| La Redoute-Motobécane \| + 0 s \| \| 4e \| Hubert Linard \| France \| Peugeot-Esso-Michelin \| + 2 s \| \| 5e \| Jean-René Bernaudeau \| France \| Renault-Gitane \| + 2 s \| |                        |          |                       |                 |
| |                        |          |                       |                 |
| Source : Cycling Archives |                        |          |                       |                 |
| Classement de l'étape |                        |          |                       |                 |
| Coureur | Coureur                | Pays     | Équipe                | Temps           |
| 1er | André Mollet           | France   | Miko-Mercier-Vivagel  | 3 h 03 min 04 s |
| 2e | Marc Demeyer           | Belgique | IJsboerke-Warncke Eis | + 0 s           |
| 3e | Jean-Luc Vandenbroucke | Belgique | La Redoute-Motobécane | + 0 s           |
| 4e | Hubert Linard          | France   | Peugeot-Esso-Michelin | + 2 s           |
| 5e | Jean-René Bernaudeau   | France   | Renault-Gitane        | + 2 s           |

| \| Classement général \| Classement général \| Classement général \| Classement général \| Classement général \| \| Coureur \| Coureur \| Pays \| Équipe \| Temps \| \| ------------------ \| ---------------------- \| ------------------ \| --------------------- \| ------------------ \| \| 1er \| Jean-Luc Vandenbroucke \| Belgique \| La Redoute-Motobécane \| \| |                        |          |                       |       |
| |                        |          |                       |       |
| Source : Cycling Archives |                        |          |                       |       |
| Classement général |                        |          |                       |       |
| Coureur | Coureur                | Pays     | Équipe                | Temps |
| 1er | Jean-Luc Vandenbroucke | Belgique | La Redoute-Motobécane |       |

### 5eb étape
| \| Classement de l'étape \| Classement de l'étape \| Classement de l'étape \| Classement de l'étape \| Classement de l'étape \| \| Coureur \| Coureur \| Pays \| Équipe \| Temps \| \| --------------------- \| ----------------------- \| --------------------- \| ---------------------- \| --------------------- \| \| 1er \| Eddy Vanhaerens \| Belgique \| Boule d'Or-Studio Casa \| 2 h 15 min 45 s \| \| 2e \| Gilbert Duclos-Lassalle \| France \| Peugeot-Esso-Michelin \| + 2 s \| \| 3e \| Alfons De Wolf \| Belgique \| Boule d'Or-Studio Casa \| + 33 s \| \| 4e \| Guido Van Sweevelt \| Belgique \| IJsboerke-Warncke Eis \| + 5 min 00 s \| \| 5e \| Patrick Hosotte \| France \| Puch-Campagnolo-Sem \| + 5 min 00 s \| |                         |          |                        |                 |
| |                         |          |                        |                 |
| Source : Cycling Archives |                         |          |                        |                 |
| Classement de l'étape |                         |          |                        |                 |
| Coureur | Coureur                 | Pays     | Équipe                 | Temps           |
| 1er | Eddy Vanhaerens         | Belgique | Boule d'Or-Studio Casa | 2 h 15 min 45 s |
| 2e | Gilbert Duclos-Lassalle | France   | Peugeot-Esso-Michelin  | + 2 s           |
| 3e | Alfons De Wolf          | Belgique | Boule d'Or-Studio Casa | + 33 s          |
| 4e | Guido Van Sweevelt      | Belgique | IJsboerke-Warncke Eis  | + 5 min 00 s    |
| 5e | Patrick Hosotte         | France   | Puch-Campagnolo-Sem    | + 5 min 00 s    |

## Classement général
Les Quatre Jours de Dunkerque 1980 sont remportés par le Belge Jean-Luc Vandenbroucke (La Redoute-Motobécane) en 22 h 16 min 56 s. Il est suivi à 41 s par le Français Hubert Linard (Peugeot-Esso-Michelin) et à 56 s par le Portugais Joaquim Agostinho (Puch-Campagnolo-Sem),,.
| \| Classement général \| Classement général \| Classement général \| Classement général \| Classement général \| \| Coureur \| Coureur \| Pays \| Équipe \| Temps \| \| ------------------ \| ----------------------- \| ------------------ \| ---------------------- \| ------------------ \| \| 1er \| Jean-Luc Vandenbroucke \| Belgique \| La Redoute-Motobécane \| 22 h 16 min 56 s \| \| 2e \| Hubert Linard \| France \| Peugeot-Esso-Michelin \| + 41 s \| \| 3e \| Joaquim Agostinho \| Portugal \| Puch-Campagnolo-Sem \| + 56 s \| \| 4e \| Gery Verlinden \| Belgique \| IJsboerke-Warncke Eis \| + 57 s \| \| 5e \| Ferdi Van Den Haute \| Belgique \| La Redoute-Motobécane \| + 1 min 00 s \| \| 6e \| Jean-René Bernaudeau \| France \| Renault-Gitane \| + 1 min 30 s \| \| 7e \| André Mollet \| France \| Miko-Mercier-Vivagel \| + 2 min 25 s \| \| 8e \| Marc Demeyer \| Belgique \| IJsboerke-Warncke Eis \| + 3 min 34 s \| \| 9e \| Jan van Houwelingen \| Pays-Bas \| Boule d'Or-Studio Casa \| + 5 min 31 s \| \| 10e \| Jean-François Pescheux \| France \| La Redoute-Motobécane \| + 5 min 42 s \| \| 11e \| Jean-Louis Gauthier \| France \| Miko-Mercier-Vivagel \| + 5 min 55 s \| \| 12e \| Jean-Philippe Pipart \| France \| La Redoute-Motobécane \| + 6 min 26 s \| \| 13e \| Alfons De Wolf \| Belgique \| Boule d'Or-Studio Casa \| + 6 min 30 s \| \| 14e \| Guido Van Sweevelt \| Belgique \| IJsboerke-Warncke Eis \| + 6 min 36 s \| \| 15e \| Gerrie Knetemann \| Pays-Bas \| TI-Raleigh-Creda \| + 6 min 43 s \| \| 16e \| Bert Oosterbosch \| Pays-Bas \| TI-Raleigh-Creda \| + 6 min 49 s \| \| 17e \| Gilbert Duclos-Lassalle \| France \| Peugeot-Esso-Michelin \| + 7 min 09 s \| \| 18e \| René Bittinger \| France \| Puch-Campagnolo-Sem \| + 7 min 21 s \| \| 19e \| Patrick Hosotte \| France \| Puch-Campagnolo-Sem \| + 7 min 51 s \| \| 20e \| Jean Chassang \| France \| Renault-Gitane \| + 8 min 08 s \| |                         |          |                        |                  |
| |                         |          |                        |                  |
| Sources : ProCyclingStats Cycling Archives |                         |          |                        |                  |
| Classement général |                         |          |                        |                  |
| Coureur | Coureur                 | Pays     | Équipe                 | Temps            |
| 1er | Jean-Luc Vandenbroucke  | Belgique | La Redoute-Motobécane  | 22 h 16 min 56 s |
| 2e | Hubert Linard           | France   | Peugeot-Esso-Michelin  | + 41 s           |
| 3e | Joaquim Agostinho       | Portugal | Puch-Campagnolo-Sem    | + 56 s           |
| 4e | Gery Verlinden          | Belgique | IJsboerke-Warncke Eis  | + 57 s           |
| 5e | Ferdi Van Den Haute     | Belgique | La Redoute-Motobécane  | + 1 min 00 s     |
| 6e | Jean-René Bernaudeau    | France   | Renault-Gitane         | + 1 min 30 s     |
| 7e | André Mollet            | France   | Miko-Mercier-Vivagel   | + 2 min 25 s     |
| 8e | Marc Demeyer            | Belgique | IJsboerke-Warncke Eis  | + 3 min 34 s     |
| 9e | Jan van Houwelingen     | Pays-Bas | Boule d'Or-Studio Casa | + 5 min 31 s     |
| 10e | Jean-François Pescheux  | France   | La Redoute-Motobécane  | + 5 min 42 s     |
| 11e | Jean-Louis Gauthier     | France   | Miko-Mercier-Vivagel   | + 5 min 55 s     |
| 12e | Jean-Philippe Pipart    | France   | La Redoute-Motobécane  | + 6 min 26 s     |
| 13e | Alfons De Wolf          | Belgique | Boule d'Or-Studio Casa | + 6 min 30 s     |
| 14e | Guido Van Sweevelt      | Belgique | IJsboerke-Warncke Eis  | + 6 min 36 s     |
| 15e | Gerrie Knetemann        | Pays-Bas | TI-Raleigh-Creda       | + 6 min 43 s     |
| 16e | Bert Oosterbosch        | Pays-Bas | TI-Raleigh-Creda       | + 6 min 49 s     |
| 17e | Gilbert Duclos-Lassalle | France   | Peugeot-Esso-Michelin  | + 7 min 09 s     |
| 18e | René Bittinger          | France   | Puch-Campagnolo-Sem    | + 7 min 21 s     |
| 19e | Patrick Hosotte         | France   | Puch-Campagnolo-Sem    | + 7 min 51 s     |
| 20e | Jean Chassang           | France   | Renault-Gitane         | + 8 min 08 s     |